# يوهان شفيبه
يوهان ياكوب شفيبه (بالألمانية: Johann Jacob Schweppe) (16 مارس 1740 – 18 نوفمبر 1821) هو عالم ومخترع ألماني سويسري الجنسية، وهو مؤسس شركة شويبس، ينسب له الفضل في تقديم اختراع المياه الغازية بناء على اكتشافات جوزيف بريستلي في 1770، وينسب له الفضل في صناعة مشروبات شويبس التي تعد أقدم مشروبات غازية في التاريخ.

## حياته
ولد شويب في فيتسنهاوزن التي تقع في لاندغريفية هسن كاسل (تقع حالياً في ألمانيا)، انتقل إلى جنيف في عام 1765 للعمل كصانع ساعات وصائغ.

## تأسيس شويبس
مع بداية سبعينات القرن الثامن عشر نجح يوهان شويب في وضع طريقة جديدة وسهلة من أجل إعداد المياه الغازية معتمدا على أبحاث العالم الأنجليزي جوزيف بريستلي، وكانت طريقة يوهان شويب تقضي بأن يتم الحصول على غاز الكربون عن طريق الخلط بين الطباشير وحمض السلفوريك وعلى إثر ذلك يتم تنقية هذا الغاز عن طريق الماء قبل أن ينقل نحو خزانات يتم تسخينها باستخدام الحطب وعلى إثر ذلك تتولد قوة ضغط كافية تساعد على خلق المياه الغازية. سنة 1783 وبعد مجموعة كبيرة من الأبحاث قدم يوهان شويب وثائقه وبيانات تجاربه من أجل الحصول على براءة اختراع وأسس خلال نفس السنة مؤسسة شويبس والتي كان مقرها بمدينة جنيف السويسرية.
خلال تلك الفترة استخدمت المياه الغازية التي أنتجها يوهان شويب في المجال الطبي وكمبادرة من أجل الإنسانية جعل المخترع السويسري سعر المياه الغازية في متناول الجميع حيث لم يتعدى ثمنه تكلفة إنتاجه.
خلال سنة 1790 إستقر يوهان شويب في أنجلترا وفي سعي منه لتوسيع نشاطاته إفتتح رفقة كل من المهندس نيقولا بول والصيدلي هنري – ألبرت غوس ما عرف بمؤسسة «شويب، بول وغوس» لإنتاج المياه الغازية وقد سجلت هذه المؤسسة بدايتها خلال سنة 1792 بمدينة لندن.
خلال السنوات الأولى عانت هذه المؤسسة الجديدة من مصاعب عديدة بسبب الحروب النابليونية وعلى إثر ذلك تخلى كل من «نيقولا بول» و «هنري – ألبرت غوس» عن المؤسسة ليجد شويب نفسه وحيدا، على إثر رحيل رفيقيه لم يفقد يوهان شويب الأمل وأعاد هيكلة مؤسسته وجعل إسمها «جي. شويب وشركاؤه» وخلال السنوات التالية حققت شركة المياه الغازية هذه نجاحا غير مسبوق حيث كانت المياه الغازية دائما ما تقدم كدواء وتدرج في الوصفات الطبية من أجل معالجة أمراض الكلية والحويصلة الصفراوية وعسر الهضم وقد حمل حينها الماء الغازي اسم «الماء – الدواء» وكان دائما ما يتم خلطه مع مشروب «الكونياك» الكحولي فضلا عن كل ذلك إعتمد يوهان شويب على زجاجات بيضوية الشكل من أجل حفظ مشروباته الغازية داخلها وقد آمن هذا المكتشف حينها أن تلك الزجاجات البيضوية الشكل كانت تساعد بشكل كبير للحفاظ على المياه الغازية لأكثر وقت ممكن وقد استمر اعتماد هذا النوع من الزجاجات لدى مؤسسة شويب إلى حدود أواخر القرن التاسع عشر.
مع حلول سنة 1798 قرر يوهان جاكوب شويب التخلي عن شركته في أنجلترا والتقاعد ولهذا أقدم على بيع ما يقدر ب 75 بالمئة من أسهم هذه المؤسسة إلى مجموعة من الأرسطقراطيين الفرنسيين الذين نجحوا مع بداية القرن التاسع عشر في توسيع نشاط مؤسسة شويب لتشمل مناطق واسعة من المملكة المتحدة.